# Neofreocorus
Neofreocorus is een kevergeslacht uit de familie van de boktorren (Cerambycidae). De wetenschappelijke naam van het geslacht werd voor het eerst geldig gepubliceerd in 1988 door Teocchi.

## Soorten
Neofreocorus is monotypisch en omvat slechts de volgende soort:
- Neofreocorus novaki Teocchi, 1988